# Friedmann (Familienname)
Friedmann (Bedeutung: auch Friedman, Friedemann, Friedel und andere = KF. zu Friederich) ist der Familienname folgender Personen:

## Namensträger

### A
- Abraham Friedmann (1873–1938), deutscher Kaufmann
- Alexander Friedmann (Unternehmer) (1838–1882), österreichischer Industrieller und Politiker
- Alexander Friedmann (Mediziner) (1948–2008), rumänisch-österreichischer Psychiater
- Alexander Alexandrowitsch Friedmann (1888–1925), russischer Physiker und Mathematiker
- Alfred Friedmann (Schriftsteller) (1845–1923), deutscher Schriftsteller
- Alfred Friedmann (1926–2008), US-amerikanischer Jurist deutscher Herkunft, siehe Fred Friedman
- Alice Friedmann (1897–1980), österreichisch-amerikanische Psychologin
- Anna Werner Friedmann (* 1992), österreichische Filmschauspielerin und Bühnenschauspielerin
- Anneliese Friedmann (1927–2020), deutsche Journalistin, Verlegerin und Autorin
- Armin Friedmann (1863–1939), österreichischer Dramatiker und Journalist
- Arnold A. Friedmann (1925–2017), US-amerikanischer Designer
- Aron Friedmann (1855–1936), deutscher Kantor

### B
- Bernd Friedmann (Burnt Friedman; * 1965), deutscher Musiker und Produzent
- Bernd Friedmann (Maler) (* 1968), österreichischer Maler
- Bernhard Friedmann (1932–2021), deutscher Politiker (CDU)
- Berthold Friedmann (1868–1937), österreichischer Fotograf; Inhaber des Residenz-Ateliers
- Birgit Friedmann (* 1960), deutsche Leichtathletin

### C
- Claudia Szczesny-Friedmann (* 1953), deutsche Journalistin und Autorin

### D
- Daniel Friedmann (* 1936), israelischer Rechtswissenschaftler und Politiker
- David Friedmann (Unternehmer) (um 1857–1942), deutscher Unternehmer und Kunstsammler
- David Friedmann (Künstler) (1893–1980), österreichischer Künstler
- David Friedmann (Schauspieler) (auch David Friedman; * um 1955), deutscher Schauspieler und Journalist
- David Friedmann (Eishockeyspieler) (* 1993), slowakisch-kanadischer Eishockeyspieler
- Desider Friedmann (1880–1944), österreichischer Rechtsanwalt und Zionist
- Dietmar Friedmann (1937–2020), deutscher Psychotherapeut

### E
- Egon Friedmann (1878–1938), österreichischer Schriftsteller, siehe Egon Friedell
- Elly Friedmann (1912–1988), britisch-israelische Sportpädagogin
- Endre Ernő Friedmann (1913–1954), US-amerikanischer Fotograf, siehe Robert Capa
- Ernst Friedmann, Pseudonym von Christian Jakob Wagenseil (1756–1839), deutscher Schriftsteller
- Ernst Friedmann (Architekt) (1876–1958), deutscher Innenarchitekt und Unternehmer
- Ernst Joseph Friedmann (1877–1956), deutscher Mediziner und Chemiker

### F
- Fridolin Friedmann (1897–1976), deutsch-britischer Pädagoge
- Friedrich Friedmann (Politiker) (1872–1933), deutscher Politiker (SPD), MdHB
- Friedrich Franz Friedmann (1876–1953), deutscher Mediziner
- Friedrich Georg Friedmann (1912–2008), deutscher Kulturhistoriker
- Fritz Friedmann (Jurist) (Friedrich Karl Edmund Friedmann; 1852–1915), deutscher Jurist, Schriftsteller und Publizist
- Fritz Friedmann-Frederich (1883–1934), deutscher Dramatiker, Regisseur und Theaterdirektor

### G
- George Friedmann (1910–2002), argentinischer Fotograf
- Georges Friedmann (1902–1977), französischer Soziologe
- Gerd Friedmann (1925–2020), deutscher Radiologe
- Gloria Friedmann (* 1950), deutsche Installationskünstlerin und Bildhauerin

### H
- Hans Georg Friedmann (1928–1945 im KZ Dachau), österreichischer Autor von dreizehn Kriminalgeschichten
- Helmut Friedmann (1918–2012), deutsch-palästinensischer Sprachwissenschaftler, Philologe, Schriftsteller
- Herbert Friedmann (Ornithologe) (1900–1987), US-amerikanischer Vogelkundler
- Herbert Friedmann (Autor) (1951–2019), deutscher Schriftsteller
- Heribert Friedmann (* 1957), deutscher Polizist und Politiker (AfD)
- Hermann Friedmann (1873–1957), polnisch-deutscher Philosoph und Jurist

### I
- Israel Friedmann (1797–1850), chassidischer Rabbiner

### J
- James Illy Friedmann (1900–1971), deutsch-argentinischer Buchhändler und Verleger
- Jisroel Moische Friedmann (1955–2020), US-amerikanischer Rebbe
- Joachim Friedmann (* 1966), deutscher Comic- und Drehbuchautor
- John Friedmann (Raumplaner) (1926–2017), US-amerikanischer Raumplaner und Hochschullehrer österreichischer Herkunft
- John Friedmann (Schauspieler) (* 1971), deutscher Schauspieler

### K
- Karl Friedmann (* 1947), deutscher Sportwissenschaftler
- Kay Friedmann (* 1963), deutscher Fußballspieler

### L
- Laura Friedmann (1858–1921), deutsche Opernsängerin (Koloratursopran)
- Leo Friedmann (1905–1992), deutschamerikanischer Journalist
- Louis Philipp Friedmann (1861–1939), österreichischer Industrieller und Alpinist

### M
- Max Friedmann (Politiker, 1858) (1858–1925), deutscher Neurologe und Politiker (NLP, DDP)
- Max Friedmann (Politiker, 1864) (1864–1936), österreichischer Unternehmer und Politiker (BDP), Abgeordneter zum Nationalrat
- Max Friedmann (Basketballspieler) (1889–1986), Mitglied der Naismith Memorial Basketball Hall of Fame und einer der Heavenly Twins
- Max Friedmann (Regisseur) (1913–2009), Filmregisseur
- Meir Friedmann (1831–1908), österreichischer Rabbiner
- Michel Friedman (* 1956), deutsch-französischer Jurist, Philosoph, Politiker, Publizist und Talkmaster
- Milton Friedman (1912–2006), US-amerikanischer Wirtschaftswissenschaftler
- Mitzi Friedmann-Otten (1884–1955), österreichisch-amerikanische Designerin, eigentlicher Vorname Maria Rosalia
- Mordechai Schlomo Friedman (1891–1971), Boyaner Rebbe von New York

### O
- Oscar Friedmann (1903–1958), Lehrer und Sozialarbeiter, Nazi-Verfolgter, siehe Die Kinder von Windermere
- Oskar Friedmann (1872–1929), österreichischer Journalist und Schriftsteller
- Ottilie Friedmann (1815–1891), deutsche Kinder- und Jugendbuchautorin
- Otto Friedmann (Jurist) (1860–1901), österreichischer Jurist und Hochschullehrer
- Otto Bernhard Friedmann (1824–1880), österreichischer Journalist und Herausgeber verschiedener Zeitungen

### P
- Paul Friedmann (1840–1911?), deutscher Gelehrter und Philanthrop, Gründer einer jüdischen Kolonie im Nordwesten der Arabischen Halbinsel
- Peter Friedmann (* 1960), deutscher Maler und Grafiker

### R
- Richard Friedmann (1906–1944), österreichischer Zionist
- Robert Friedmann (1888–1940), deutscher Architekt
- Robert Friedmann (Manager) (* 1966), deutscher Manager
- Rodolfo Friedmann (* 1974), paraguayischer Politiker, Minister sowie Senator
- Rolf Friedmann (1878–1957), deutscher Maler
- Ronald Friedmann (* 1956), deutscher Historiker und Journalist
- Rose von Rosthorn-Friedmann (1864–1919), österreichische Alpinistin
- Roseli Ocampo-Friedmann (1937–2005), philippinisch-amerikanische Mikrobiologin und Botanikerin
- Rudolf Friedmann (1891–1945), deutscher Journalist, Auslandskorrespondent, Schriftsteller, Übersetzer und Jurist

### S
- Samuel Friedmann (* 1940), israelischer Dirigent
- Siegmund Friedmann (1832–1893), österreichischer Hydrotherapeut
- Siegmund Friedmann (1892–1964), österreichisch-israelischer Soldat, siehe Eitan Avissar
- Siegwart Friedmann (1842–1916), österreichischer Schauspieler
- Sigrid Friedmann (* 1978), österreichische Video- und Installationskünstlerin
- Sonja Friedmann-Wolf (1923–1986), deutsche Autorin

### T
- Theodor Friedmann (1860–1914), österreichischer Hydrotherapeut
- Timo Friedmann (* 1973), deutscher Journalist
- Tomas Friedmann (* 1961), österreichischer Autor

### W
- Werner Friedmann (1909–1969), deutscher Journalist
- Wilhelm Friedmann (Romanist) (1884–1942), deutsch-österreichischer Romanist und Literaturwissenschaftler
- Wilhelm Friedmann (Ingenieur) (1887–1936), deutsch-österreichischer Ingenieur
- Wolfgang Friedmann (1907–1972), deutsch-amerikanischer Jurist

### Y
- Yohanan Friedmann (* 1936), israelischer Islamwissenschaftler

### Z
- Zalman Friedmann (1912–1987), israelischer Fußballspieler